# Andrzej Czerwiński
Andrzej Stanisław Czerwiński, né le 8 novembre 1954 à Nowy Sącz, est un homme politique polonais membre de la Plate-forme civique (PO). Il est ministre du Trésor d'État entre juin et novembre 2015.

## Biographie
Membre du Congrès libéral-démocrate (KLD) à partir de 1993, il rejoint l'Union pour la liberté (UW) en 1994 et se fait élire maire de Nowy Sącz au mois de novembre. Il conserve ce poste en novembre 1998 et adhère en 2001 à la PO.
Lors des élections législatives du 23 septembre 2001, il se présente dans la circonscription de Nowy Sącz, remporte 11 868 votes préférentiels et obtient un siège de député à la Diète. Il renonce alors à son mandat exécutif municipal. Il totalise 13 770 suffrages de préférence aux élections législatives du 25 septembre 2005, puis engrange 24 708 voix de préférence au cours des élections législatives anticipées du 21 octobre 2007. Il enregistre un recul lors des élections législatives du 9 octobre 2011, avec 16 723 votes préférentiels.
Le 15 juin 2015, Andrzej Czerwiński est nommé ministre du Trésor d'État dans le gouvernement de la libérale Ewa Kopacz, à l'occasion d'un remaniement ministériel.
Il postule pour un cinquième mandat aux élections législatives du 25 octobre 2015, qu'il remporte avec 17 487 suffrages de préférence, étant le seul député de la PO dans sa circonscription. Du fait d'un changement de majorité, il quitte son ministère le 16 novembre suivant.